# Хмільний дім Роберта Домса

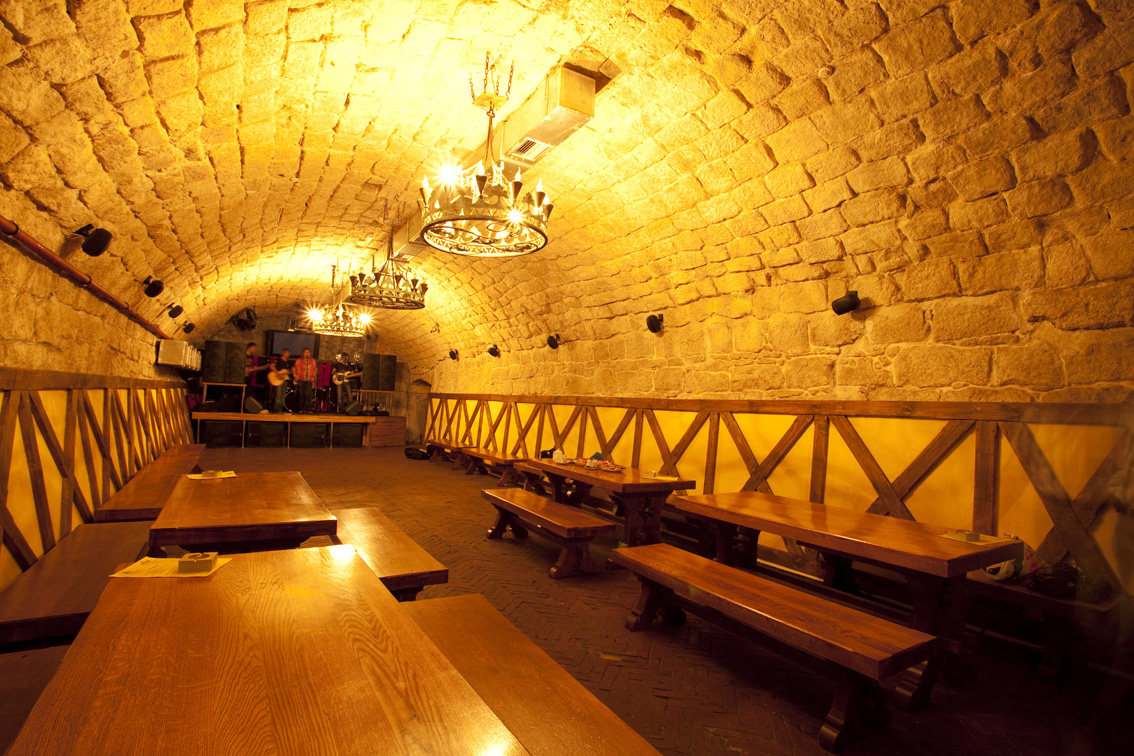
«Хмільний дім Роберта Домса»

Хмільний дім Роберта Домса — в минулому пивний ресторан (ресторан-пивниця) у Львові при Львівській пивоварні, названий на честь Роберта Домса. Відкритий у травні 2007 року на вулиці Клепарівській, 18 в пивницях «Львівської пивоварні», поблизу Музею пивоваріння.
Із середини 1980-х років у цьому приміщенні на три зали функціонував перший в СРСР пивний ресторан «Золотий колос» при Львівській пивоварні (в ті часи — пивоварна фірма «Колос»).
Ресторан «Хмільний дім Роберта Домса» є популярним не лише у Львові — тут відбулося багато заходів та імпрез, зокрема концерти джазового фестивалю «Флюгери Львова», етно-рок-фестивалю «Рок-коляда», презентації книг та інше. У закладі регулярно відбуваються концерти або вечірки.